# Petre Vintilescu
Petre Vintilescu (n. 25 septembrie 1887, Cătăneasa, jud.  Argeș, - d. 12 iunie 1974, București). 
Studii la Seminarul inferior din Curtea de Argeș (1900- 1903), continuând la Seminarul „Central” din București (1903-1907), la Facultatea de Teologie din București (1907-1911), unde a obținut licența (1911) și doctoratul (1926). Preot în Rătești-Furduiești, jud.  Argeș (1911 - 1914), preot ajutor la biserica „Maica Precista” din Pitești (1914-1917), preot paroh la biserica „Sf. loan Botezătorul” din Pitești (1917-1928), profesor de Religie la școala normală (un timp director) și la Liceul de fete din Pitești (1919-1928), membru și apoi președinte al Consistoriului eparhial și revizor eparhial în cadrul Episcopiei Argeșului, protoereu al „Argeșului de Jos”, consilier cultural la aceeași Episcopie. La 1 februarie 1928 a fost numit profesor agregat la catedra de Liturgică și Pastorală de la Facultatea de Teologie din București, titularizat la 1 aprilie 1930, funcționând până la 1 mart. 1950, când a fost pensionat pentru limită de vârstă. Suplinitor al catedrei de Drept bisericesc (1936-1938), decan al Facultății de Teologie (1 dec.1938 - 8 oct.1940 și 3 sept.1946 - 4 dec.1948), preot la biserica „Sfinții Voievozi” din București (1928 - 1940), preot la biserica ortodoxă română din Paris (cu concediu de la catedră, ian.1932 - aug.1933), iconom stavrofor, președinte al Consistoriului Central Bisericesc (1954 - 1966). 
A publicat numeroase lucrări de Liturgică (practică liturgică și tipic, istoria și explicarea cultului creștin, artă religioasă) și Pastorală.

## Lucrări

### Cărți
- Cultul și ereziile (teză de doctorat), Pitești, 1926, 180 p.;
- Sacrificiul religios cu principiu Liturghiei. Studiu dogmatico-liturgic, București, 1927, 79 p.;
- Două imne îngerești în Liturghie: imnul heruvimic și imnul serafimic, Pitești, 1927, 74 p.;
- Misterul liturgic, București, 1929, 120 p.;
- Încercări de istoria Liturghiei. Liturghia creștină în primele trei veacuri, în Studii Teologice, anul I, 1929, nr. 1, pp. 178-208; anul II, 1930, nr. 2, pp. 100-140 și nr. 3, pp. 80-100 (și extras, Tipografia „România Mare”, București, 1930, 136 p.)
- Contribuții la revizuirea Liturghierului român. Proscomidia. Liturghia Sfântului Ioan Gură de Aur. Studiu și text, București, 1931, 157 p.;
- Preotul în fața chemării sale de păstor al sufletelor. Capitole de Teologie Pastorală indirectă, Tipografia „Carageale”, București, 1934, 215 p.;
- Despre poezia imnografică din cărțile de ritual și cântarea bisericească, Ed. „Pace”, București, 1937, 490 p.;
- Spovedania și duhovnicia, Ed. Librăriei Teologice, București, 1939, 423 p.;
- Liturghiile bizantine privite istoric în structura și rânduiala lor, București, 1943, 156 p.;
- Însemnări pentru o nouă ediție a Liturghierului, București, 1947, 56 p.;
- Liturghierul explicat, Ed. Institutului Biblic și de Misiune Ortodoxă, București, 1972, 384 p.

### Studii publicate în reviste
v      Valoarea socială a Liturghiei, în ST, an. II, 1931, nr.1, p.37-48;
v      Parohia ca teren de dezvoltar a spiritualității creștine, în ST, an.  VI, 1937, nr. 1, P. 31 -60;
v      Troparul Ceasului al treilea în rânduiala Epiclesei, în BOR, an.  LV, 1937, nr. 1-2, p.1-21;
v      Trupul și Sângele Domnlului în Sfânta împărtășanie, în BOR, an.  LV, 1937, nr. 5 - 6, p. 300 - 310;
v      Proscomidia privită istoric în structura  și rânduiala ei, în BOR, p. 320-360;
v      Liturghia credincioșilor privită istoric în structura și rânduiala ei, în BOR, an. LXI, 1943, nr. 1 -3, p. 33-85;
v      Liturghia în viața românească, în BOR, an.  LXI, 1943, nr. 4-6, p. 185-209;
v      Cântarea poporului în Biserică în lumina Liturghierului, în BOR, an. LXIII, 1945, nr. 9, p.409-423,
v      Funcțiunea eclesiologică sau comunitară a Liturghiei, în BOR, an.  LXIV, 1946. nr. 1 - 3, p.1 - 28
v      Funcțiunea catehetică a Liturghiei, în ST,an.I, 1949. nr. 1-2, p. 17-33;
v      Spovedania prilej de pastorație individuală, în ST. serie nouă, an.I, 1949, nr 9-10, p. 695-712;
v      Contribuții la lămurirea unei controverse de tipic privitoare la vohodurile Liturghiei, în ST, an. III, 195 1, nr. 3 -4, p. 121 -166;
v      Binația Liturghiei în ST, an. II, 1950,nr. 3-6, p.125-136,
v      Ora sau vremea din zi pentru săvârșirea Liturghiei Darurulor mai înainte sfințite, în ST, an. IV, 1952, nr. 1-2, p. 66-76;
v      Sfânta împărtășanie înm spiritualitatea creștină, în ST, an.  V,1953, nr. 5-6, P. 381-406;
v      Elemente de istoria artei creștine. Partea întâi, arhitectura religioasă creștină, în BOR, an.  LXXXIV, 1966, nr. 1 -2. p. 125- 188, nr. 3-4,p. 331 -355; nr. 5-6, p. 584-601: an.  LXXXV, 1967, nr. 1 -2, P. 180-209 nr. 9- 10,p. 1014- 044, nr.11-12 p.155-182, an.  LXXXVI, 1969, nr. 1 -2, P. 199-208.
v      Morala creștină, manual pentru școlile secundare, 5 ediții, Pitești, 1923 - 1928;
v      Istoria Bisericii Ortodoxe Române, manual pentru școlile secundare (în colaborare), București, 1930,
v      Principiile și ființa culturii creștine-ortodox. Curs de Liturgică generală sau Introducere în studiul Liturgic, litografiat, București, 1940, 269 p. 
Diferite articole în: 
v      „Păstorul Ortodox” - Pitești,
v      „Adevărul Bisericesc” - Pitești,
v      „Buletinul Eparhiei Argeșului”,
v      „Biserica Ortodoxă Română”,
v      „Ortodoxia” - București etc. 
v      A revizuit integral Liturghierul Românesc, care a apărut până acum în patru ediții - 1956, 1967, 1974 și 1980 (ultima revăzută de Pr.  Prof.  Ene Braniște).